# GI-K'awiil de Cancuén
GI-K'awiil (G1-K'awiil) fue una reina consorte de Dos Pilas. También es conocida como la Señora de Cancuén.

## Biografía
Nació en Cancuén.Se casó con Ucha'an K'in B'alam, rey de Dos Pilas. Puede que no tuvieran ningún hijo, porque el sucesor de su marido no fue su hijo.
El panel 19 de Dos Pilas muestra a Ucha'un K'en B'alam y GI-K'awiil presidiendo un ritual presentando a un chico joven.
El Banco Jeroglífico de GI-K'awiil etiqueta a su marido como "Él de Cinco Cautivos".